# Morro do Urubu
Morro dos Urubus, (conhecido como Morro do Urubu) é uma favela localizada entre os bairros de Pilares e Tomás Coelho, zona norte do Rio de Janeiro, com cerca de 4 mil habitantes, sendo na realidade um complexo de favelas localizadas nos bairros de Pilares, Tomás Coelho, Piedade, Cavalcante e Abolição.

## História
O Complexo do Urubu é constituído das comunidades do Urubu (Pilares e Tomás Coelho), Urubuzinho (Pilares e Abolição), Vila Caramuru (Tomás Coelho), Baleares (Cavalcante) Mineiros/Mineira (Piedade), Caixa D'água (Piedade) e Itabirito (Piedade), que ficam praticamente todas num mesmo morro e em ruas de acesso. Por serem praticamente conurbadas, são consideradas uma só comunidade, chamada de Morro do Urubu.
Assim como praticamente toda favela carioca, é cenário frequente de tiroteios, seja em operações policiais, como em confrontos com facções rivais, em especial com o Morro do Engenho, comunidade quase ao lado, localizada no bairro de Inhaúma, dominada por uma facção rival, o Comando Vermelho, inimiga da que controla o Morro do Urubu, intitulada Amigos dos Amigos, porém em 2018 se tornou lar do TCP.
Além do Morro do Engenho, se localizam próximo do Morro do Urubu ainda as comunidades do Morro do Juramento, Morro do Juramentinho (bairros de Tomás Coelho e Vicente de Carvalho, Morro da Primavera (bairro de Cavalcante), favela Pereira Pinto (bairro de Tomás Coelho), favela Amália (bairros de Cavalcante e Quintino Bocaiuva) e ainda o Complexo da Serrinha (Morro da Serrinha, Morro São José da Pedra, Groto, Dendê, Iguaçu e Sanatório, entre os bairros de Cavalcante, Cascadura e Madureira). Todas essas favelas próximas acabam consistindo em um enorme aglomerado de favelas, muitas vezes separadas por poucos metros de distância.
Uma das ruas mais conhecidas que dá acesso à comunidade do Urubu é a Aderbal de Carvalho que homenageia um ilustre poeta, crítico e escritor do século XIX. Também dá acesso à favela as ruas Paquequer, Silva Xavier e Figueiredo Pimentel, na Abolição, ruas Itabirito, Luís Vargas, Solimões, Jutaí, Javari, Pequi, Antônio Vargas, Teixeira de Pinho, Ana Quintão, Cardoso Quintão,Travessa Cardoso Quintão, Tito de Matos, Artur Vargas e Manuel Corrêa, em Piedade, ruas Baleares, Itaiba, Graça Melo e Paulo Eiro, em Cavalcante, ruas Terra Nova, Monte Aprazível, Vicente Machado, Ferreira de Brito, Felipe Mena, Paulo Pires, Jorn Daisy Porto, Luís Gurgel, Mucuri, Lorena, e Carneiro Felipe, em Tomás Coelho, e ruas Jacareí, Coronel Bulamarqui, Alberto Silvares, Domingos Pires, Benjamin Magalhães, Maria Benjamin, João Loureiro e Cambuquira, em Pilares.
Em abril de 2010, após ter registrado deslizamentos, felizmente sem vítimas fatais, causados pelo temporal mais forte em 44 anos que atingiu o Rio entre os dias 5 e 6, centenas de casas na comunidade foram condenadas pela Prefeitura por estarem em área de risco. Pelo menos 331 famílias estão sendo retiradas da comunidade, e receberão de graça, apartamentos num conjunto habitacional em Realengo, o que equivale a cerca de um terço de toda a população do Morro do Urubu. O processo de remoção começou no dia 11 de abril e deve se estender por algumas semanas. Alguns setores da comunidade, como a localidade do Urubuzinho (acesso pelo bairro da Abolição) serão totalmente removidos, e terão suas áreas reflorestadas, sendo proibidas as construções no local.